# 新別茲拉季奇
50°11′16″N 30°35′9″E / 50.18778°N 30.58583°E
新貝茲拉迪奇（烏克蘭語：Нові Безрадичі）是位於烏克蘭北部的村莊，由基辅州奧布希夫區的科津市鎮負責管轄。該村始建於1700年，面積0.04平方公里，海拔高度93米，2001年人口304，人口密度每平方公里8,685.7人。